# Süper Lig 2014/15
Süper Lig 2014/15 was het 57ste seizoen van de hoogste Turkse voetbalcompetitie sinds de invoering van het landskampioenschap voetbal. Aan de competitie namen achttien clubs deel. Het seizoen begon op 29 augustus 2014 en eindigde op 30 mei 2015.
De deelnemerslijst verschilde op drie plaatsen van het seizoen daarvoor. Fenerbahçe SK werd een seizoen eerder kampioen van Turkije. Elazığspor, Antalyaspor en Kayserispor waren in het seizoen 2013/14 gedegradeerd naar de 1. Lig. Kampioen van de 1. Lig Istanbul Başakşehir, het als tweede geëindigde Balıkesirspor en de play-offwinnaar Mersin İdman Yurdu kwamen voor hen in de plaats.
Galatasaray SK werd op de slotdag van de competitie, op 30 mei 2015, voor de twintigste keer kampioen van Turkije waardoor ze vier sterren op hun shirt mochten gebruiken. Balıkesirspor, Kayseri Erciyesspor en Karabükspor zijn door bij de laatste drie te eindigen gedegradeerd.

## Eindstand
| №  | Club                 | WG | W  | G  | V  | DV | DT | +/– | Punten |
| -- | -------------------- | -- | -- | -- | -- | -- | -- | --- | ------ |
|    | Galatasaray          | 34 | 24 | 5  | 5  | 60 | 35 | +25 | 77     |
| 2  | Fenerbahçe           | 34 | 22 | 8  | 4  | 60 | 29 | 31  | 74     |
| 3  | Beşiktaş             | 34 | 21 | 6  | 7  | 55 | 32 | 23  | 69     |
| 4  | Istanbul Başakşehir  | 34 | 15 | 14 | 5  | 49 | 30 | 19  | 59     |
| 5  | Trabzonspor          | 34 | 15 | 12 | 7  | 58 | 48 | 10  | 57     |
| 6  | Bursaspor            | 34 | 16 | 9  | 9  | 69 | 44 | 25  | 57     |
| 7  | Mersin İdman Yurdu   | 34 | 13 | 8  | 13 | 54 | 48 | 6   | 47     |
| 8  | Torku Konyaspor      | 34 | 12 | 10 | 12 | 30 | 39 | –9  | 46     |
| 9  | Gençlerbirliği       | 34 | 10 | 10 | 14 | 46 | 44 | 2   | 40     |
| 10 | Gaziantepspor        | 34 | 11 | 7  | 16 | 31 | 48 | –17 | 40     |
| 11 | Eskişehirspor        | 34 | 9  | 12 | 13 | 45 | 52 | –7  | 39     |
| 12 | Akhisar Belediyespor | 34 | 9  | 11 | 14 | 41 | 51 | –10 | 38     |
| 13 | Kasımpaşa SK         | 34 | 9  | 10 | 15 | 56 | 73 | –17 | 37     |
| 14 | Çaykur Rizespor      | 34 | 9  | 9  | 16 | 41 | 55 | –14 | 36     |
| 15 | Sivasspor            | 34 | 9  | 9  | 16 | 43 | 50 | –7  | 36     |
| 16 | Karabükspor          | 34 | 7  | 7  | 20 | 44 | 64 | –20 | 28     |
| 17 | Erciyesspor          | 34 | 5  | 12 | 17 | 43 | 62 | –19 | 27     |
| 18 | Balıkesirspor        | 34 | 6  | 9  | 19 | 48 | 69 | –21 | 27     |

|  | Geplaatst voor de UEFA Champions League 2015/16                  |
|  | Geplaatst voor de voorronde van de UEFA Champions League 2015/16 |
|  | Geplaatst voor de UEFA Europa League 2015/16                     |
|  | Geplaatst voor voorronde van de UEFA Europa League 2015/16       |
|  | Degradatie naar de TFF 1. Lig                                    |

1959 · 1959/60 · 1960/61 · 1961/62 · 1962/63 · 1963/64 · 1964/65 · 1965/66 · 1966/67 · 1967/68 · 1968/69 · 1969/70 · 1970/71 · 1971/72 · 1972/73 · 1973/74 · 1974/75 · 1975/76 · 1976/77 · 1977/78 · 1978/79 · 1979/80 · 1980/81 · 1981/82 · 1982/83 · 1983/84 · 1984/85 · 1985/86 · 1986/87 · 1987/88 · 1988/89 · 1989/90 · 1990/91 · 1991/92 · 1992/93 · 1993/94 · 1994/95 · 1995/96 · 1996/97 · 1997/98 · 1998/99 · 1999/00 · 2000/01 · 2001/02 · 2002/03 · 2003/04 · 2004/05 · 2005/06 · 2006/07 · 2007/08 · 2008/09 · 2009/10 · 2010/11 · 2011/12 · 2012/13 · 2013/14 · 2014/15 · 2015/16 · 2016/17 · 2017/18 · 2018/19 · 2019/20 · 2020/21 · 2021/22 · 2022/23 · 2023/24
Nationale competities:
Albanië · Andorra · Armenië · België · Bosnië en Herzegovina · Bulgarije · Cyprus · Denemarken · Duitsland · Engeland · Estland ('14 '15) · Faeröer ('14 '15) · Finland ('14 '15) · Frankrijk · Gibraltar · Griekenland · Hongarije · IJsland ('14 '15) · Ierland ('14 '15) · Israël · Italië · Kazachstan ('14 '15) · Kroatië · Letland ('14 '15) · Litouwen ('14 '15) · Luxemburg · Macedonië · Malta · Moldavië · Montenegro · Nederland · Noord-Ierland · Noorwegen ('14 '15) · Oekraïne · Oostenrijk · Polen · Portugal · Roemenië · Rusland · San Marino · Schotland · Servië · Slovenië · Slowakije · Spanje · Tsjechië · Turkije · Wales · Zweden ('14 '15) · Zwitserland
Europese competities: Super Cup 2015 · Champions League · Europa League